# Karli Bozenhard-Hücker

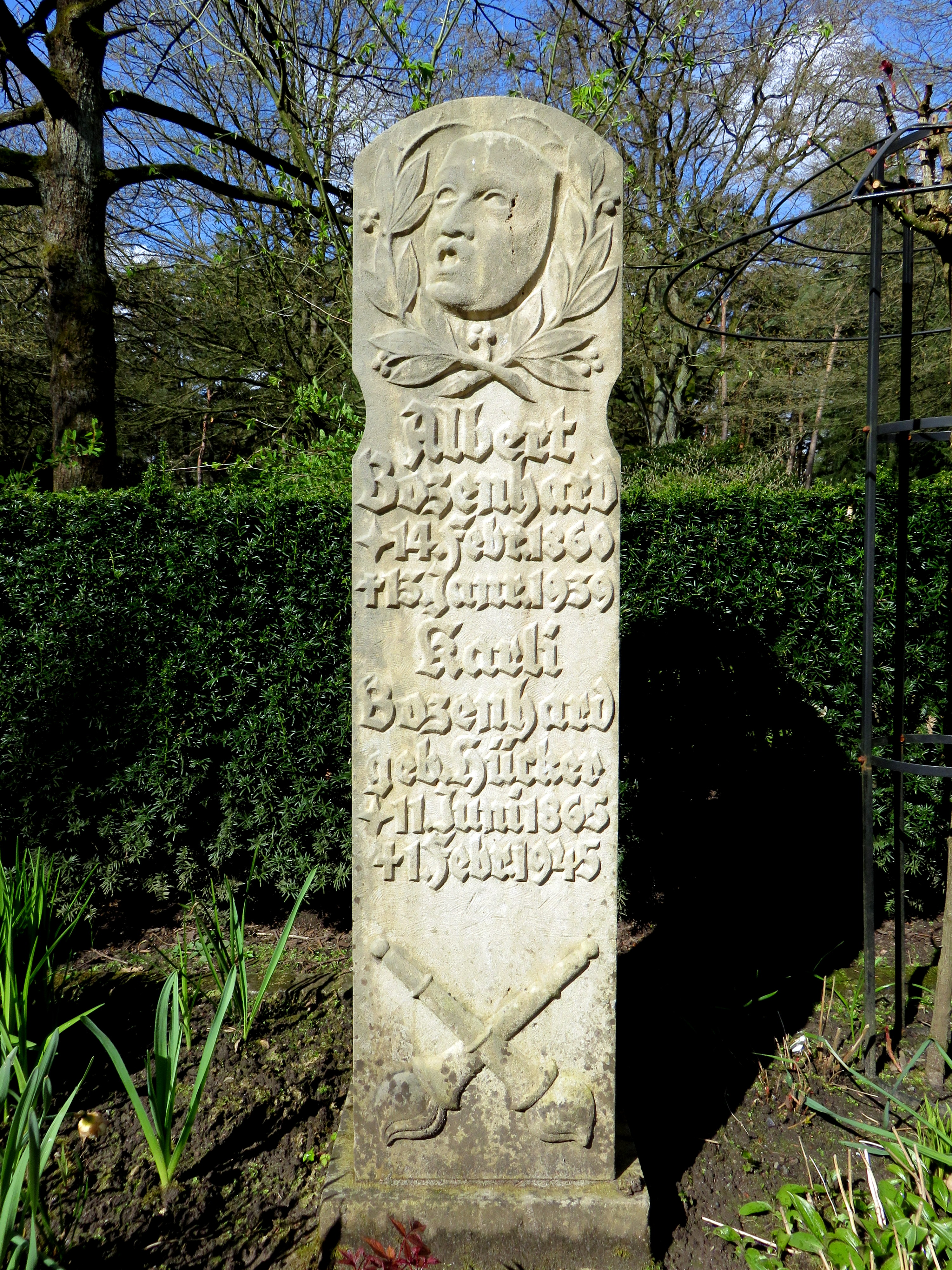
Grabstein im Garten der Frauen auf dem Friedhof Ohlsdorf

Karli Bozenhard-Hücker (11. Juni 1865 als Carolina Josepha Hücker in Wien, Kaisertum Österreich – 1. Februar 1945 in Hamburg, Deutsches Reich) war eine österreichisch-deutsche Theaterschauspielerin.

## Leben
Geboren als Tochter des Hausinspektors am Wiener Theater in der Josefstadt stand sie schon mit zweieinhalb Jahren in einem Kindermärchen auf der Bühne. Bereits mit fünf Jahren sang sie Couplets und war in Hauptrollen in Kindervorstellungen zu sehen. Sie galt als „Wunderkind“, das seine eigenen Soloszenen bekam, und hielt Vorträge. Am Hamburger Thalia-Theater spielte sie von 1889 bis 1930 und von 1941 bis 1943. Dort lernte sie auch ihren Mann Albert Bozenhard kennen.
Karli Bozenhard wurde anlässlich ihres 40. Bühnenjubiläums im Jahr 1929 als erste Frau am Thalia-Theater zum Ehrenmitglied ernannt. Ihr Grabstein steht im Garten der Frauen auf dem Ohlsdorfer Friedhof in Hamburg.